# Slag bij Okolona
De slag bij Okolona vond plaats op 22 februari 1864 in Chickasaw County Mississippi tijdens de Amerikaanse Burgeroorlog. De Zuidelijke generaal-majoor Nathan Bedford Forrest komt tegenover een 7.000 man sterke Noordelijke strijdmacht te staan onder leiding van brigadegeneraal William Sooy Smith. Bij Okolona worden de Noordelijken verslaan door de veel kleinere Zuidelijke legermacht.
Smiths legermacht had het bevel gekregen om vanuit Memphis, Tennessee op te rukken naar Meridian, Mississippi waar hij zich moest aansluiten bij Shermans 20.000 man sterke leger. Smith stelde zijn opmars echter tien dagen uit. Toen hij uiteindelijk toch vertrok botste hij op 21 februari op de Zuidelijke cavalerie onder leiding van generaal-majoor Nathan Bedford Forrest. Op 22 februari werd de slag uitgevochten over een afstand van 16 km. Toen Forrest versterking had ontvangen, versloeg en verjoeg hij de Noordelijken. Door een tekort aan munitie zette Forrest de achtervolging niet in.
Op 26 februari was Smith terug in Tennessee.

## Achtergrond
Na de inname van Vicksburg kwam Meridian in het vizier van de Noordelijken. Meridian was een belangrijk spoorwegknooppunt en industrieel centrum. Op 3 februari naderde Sherman met 20.000 manschappen deze Zuidelijke stad. Op 1 februari kreeg brigadegeneraal William Sooy Smith het bevel om met zijn 7.000 cavaleristen op te rukken vanuit Memphis naar Meridian. Daar diende Smith tegen 10 februari aansluiting te vinden bij Sherman. Terwijl Sherman oprukte naar Meridian, stelde Smith zijn vertrek met tien dagen uit tot 11 februari. Zijn soldaten rukten zonder tegenstand op terwijl ze spoorwegen en akkers vernietigden en 1.000 slaven bevrijden. Op 16 februari trok Smith door New Albany, Mississippi. Zijn opmars werd verder vertraagd door de modderige wegen. Op 18 februari verjoeg hij een Zuidelijke strijdmacht uit West Point, Mississippi. Hij was toen nog 135 km verwijderd van Meridian. Op 20 februari vertrok Sherman uit Meridian richting Vicksburg. Sherman had geen enkele informative over Smith. Toen Smith dit nieuws ontving, maakte hij rechtsomkeer en rukte op naar Okolona.
Diezelfde dag botste hij op de Zuidelijke strijdmacht van Forrest. Het kwam tot een treffen bij Prairie Station en Aberdeen. Op 21 februari besliste Smith om zich terug te trekken naar West Point. Hij had geen duidelijke informative over de omvang van de vijandelijke strijdmacht en vreesde voor de veiligheid van de vrijgelaten slaven indien ze opnieuw in Zuidelijke handen zouden vallen. Smith werd door een Zuidelijke cavaleriebrigade onder leiding van kolonel Jeffrey Forrest in moerassige gebied gelokt. Opnieuw werd Smith tot de aftocht gedwongen. Hij detacheerde een achterhoede die de hoofdmacht op twee uur afstand volgde.

## De slag
Net toen de Noordelijke achterhoede zich in beweging zette, viel Forrest aan. De eerste aanval werd in de vroege ochtend van 22 februari ingezet op de prairie ten zuiden van Okolona. De Noordelijke cavaleristen hadden barricades opgeworpen rond hun stellingen. Forrest voerde een frontale aanval uit terwijl de vijandelijke flanken getest werden met Zuidelijke versterkingen. De Noordelijke linie brak. Ze trokken zich terug en lieten vijf kanonnen achter.
De Noordelijke strijdmacht hergroepeerde op een heuvelrug. In de reeks van aanvallen en tegenaanvallen die volgden werd kolonel Forrest, de jongere broer van de generaal gedood door een schot in de nek. De Zuidelijken zetten een nieuwe aanval in die opnieuw de Noordelijke linies doorbrak.
De Noordelijken vochten de volgende 16 km terwijl ze zich terugtrokken. Onderweg wierpen ze defensieve stellingen op in plantages of op wegen. Deze posities werden niet lang in handen gehouden door de voortdurende Zuidelijke aanvallen. Tegen het einde van de dag formeerden de Noordelijken zich in drie slaglinies en voerden een aanval uit op hun achtervolgers. Deze aanval mislukte. Opnieuw trok Smith zich terug. Forrest gaf de achtervolging op door een gebrek aan munitie. Smith trok zich terug tot in Tennessee.
Op 26 februari trok Smith met het restant van zijn strijdmacht bij Collierville de staatsgrens met Tennessee over. Hij kreeg een blaam wegens ongehoorzaamheid.Wegens een slechte gezondheid trok Smith zich terug uit actieve dienst in september 1864.

## Aanbevolen lectuur
- Browning, Robert M., Forrest: The Confederacy's Relentless Warrior, Brassey's, 2004, ISBN 1-57488-625-8.